# آدزیوس
آدزیوس (زبان یونانی: Αἰδέσιος؛ درگذشته ۳۵۵ پس از میلاد) فیلسوف نوافلاطونی بود. او در یک خانواده ثروتمند کاپادوکیایی به‌دنیا آمد، اما به سوریه نقل مکان کرد، و شاگرد یامبلیخوس شد. هیچ‌یک از نوشته‌های او باقی نمانده است، اما زندگی‌نامه‌ای از یوناپیوس، سوفسطایی و مورخ یونانی قرن چهارم که مجموعه‌ای از زندگی‌نامه‌ها را با عنوان زندگی سوفیست‌ها نوشت، وجود دارد. آموزه فلسفی آدزیوس آمیزه‌ای بود بین افلاطون‌گرایی و التقاط‌گرایی و به گفته یوناپیوس، او در برخی نکات مرتبط با کرامات و جادو با ایامبلیکوس تفاوت داشت.
مکتب سوریه پس از مرگ یامبلیخوس پراکنده شد و به‌نظر می‌رسد آدزیوس از ترس کنستانتین دوم آموزه‌های خود را اصلاح کرد و به طالع‌بینی پناه برد. طالع‌بینی در آیه هگزامتر زندگی شبانی را به‌عنوان تنها خلوت او نشان می‌داد، اما شاگردانش، شاید با تعبیری استعاری ترس او را آرام کردند، او را وادار کردند تا آموزه‌هایش را از سر بگیرد. آدزیوس سپس مکتب فلسفی‌ای را در پرگامون تأسیس کرد که بر علم آموزی و احیای چندخداپرستی تأکید داشت. در میان شاگردانش اوسبیوس میندوسی، ماکسیموس افسوسی و امپراتور روم ژولیان را به‌شمار آورد. پس از روی کار آمدن امپراتور بعدی، او آدزیوس را دعوت کرد تا آموزه‌های خود را ادامه دهد، اما کاهش نفوذ او باعث شد تا دو تن از دانشمندترین شاگردان او، کریزانتیوس و اوسبیوس، منصوب شدند. معلم و همسر او در مدرسه پرگامون، فیلسوف و عارف زن، سوسیپاترا بود.